# Ann Larsson
Ann Hillevi Larsson (* 25. Juni 1955 in Göteborg) ist eine ehemalige schwedische Leichtathletin, die sich auf den Sprint spezialisiert hat. Mit der schwedischen 4-mal-392-Meter-Staffel wurde sie 1974 in Göteborg Halleneuropameisterin.

## Sportliche Laufbahn
Erste internationale Erfahrungen sammelte Ann Larsson vermutlich im Jahr 1971, als sie bei den Europameisterschaften in Helsinki in 3:37,09 min den sechsten Platz mit der schwedischen 4-mal-400-Meter-Staffel belegte. Im Jahr darauf nahm sie mit der Staffel an den Olympischen Sommerspielen in München teil und schied dort mit 3:32,6 min im Vorlauf aus. 1973 gewann sie bei den Junioreneuropameisterschaften in Duisburg in 53,34 s die Silbermedaille im 400-Meter-Lauf und gelangte im Staffelbewerb mit 3:40,01 min auf Rang fünf. Im Jahr darauf schied sie bei den Halleneuropameisterschaften in Göteborg mit 54,00 s im Halbfinale über 400 Meter aus und gewann mit der 4-mal-392-Meter-Staffel in 3:38,15 min gemeinsam mit Ann-Charlotte Hesse, Lena Fritzson und Ann-Margret Utterberg die Goldmedaille. 1976 schied sie bei den Halleneuropameisterschaften in München mit 2:10,5 min in der Vorrunde im 800-Meter-Lauf aus und trat danach nicht mehr international in Erscheinung.
In den Jahren 1973 und 1974 wurde Larsson schwedische Meisterin im 400-Meter-Lauf.